# 韃靼利亞
韃靼利亞是中世纪至20世紀初歐洲人對

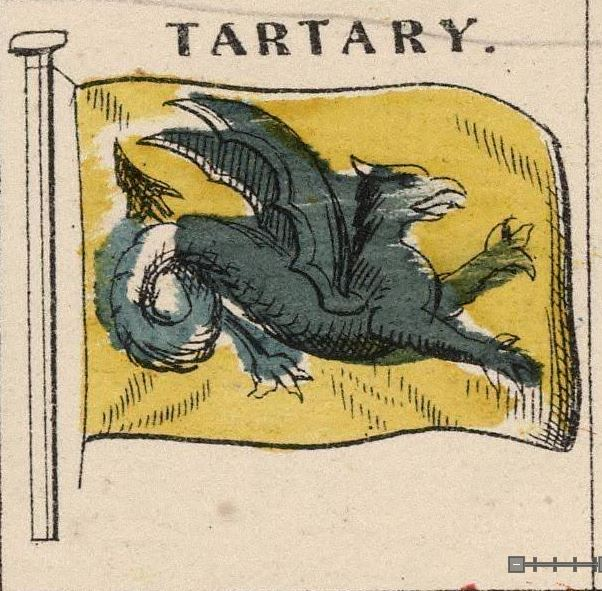
1865年欧洲人所绘鞑靼利亚想象旗幟

中亞的裏海至東北亞韃靼海峽一帶的稱呼，探险家所绘地图中也常用其作为地理名词，尤指蒙古帝國没落後泛突厥人和蒙古人等遊牧民族散居的區域，在當時的語境下包括中亞及天山南北路的突厥諸汗國、蒙古諸部、滿洲等。
在歐洲文獻裡有時將「China」理解為漢人聚居的關內十八省，而將元、明、清朝时期的北部蒙古和滿洲（女真人聚居区）列入「韃靼利亞」之中，兩者並列。譬如法國傳教士古伯察在1857年出版的《基督教在中国、鞑靼和西藏》（Christianity in China, Tartary, and Tibet）有言「在印度，拜火的摩尼教徒被印度教徒驅逐，最終在韃靼利亞、西藏和中國的人民之中苟延殘存。」
- 鞑靼利亚想象旗帜
- 1598年亚伯拉罕·奥特柳斯所绘鞑靼利亚地图
- 1599年乔万尼·博泰罗著作中的鞑靼利亚地图
- 1570年的鞑靼利亚地图
- 1705年Nicolas Witsen（英语：Nicolas Witsen）所绘鞑靼利亚地图
- 1709年的大鞑靼利亚地图
- 1785年的小鞑靼利亚地图
- 1787年Louis Brion de la Tour（英语：Louis Brion de la Tour）所绘俄属鞑靼利亚地图
- 1806年John_Cary（英语：John_Cary）所绘獨立鞑靼利亚（黄色）和中属鞑靼利亚（紫色）地图
- 1850年的独立鞑靼利亚地图
- 1700年的大鞑靼利亚、中属鞑靼利亚、独立鞑靼利亚地图
- 1788年的鞑靼利亚地图

## 另見
- 东鞑靼利亚
- 小鞑靼利亚
- 中国鞑靼利亚
- 欧亚大草原
- 内亚
- 图兰

## 引用文獻
1. ↑  Huc, Évariste Régis(1857), Christianity in China, Tartary, and Tibet, page 84.